# Casa dei Camerlenghi
La casa dei Camerlenghi è un antico palazzo di Brescia, situato in piazza del Duomo.
Costruito nel Quattrocento sulla base di una precedente costruzione del XII secolo, il palazzo ha perso nell'Ottocento l'originale funzione di sede dei camerlenghi ed è ancora oggi utilizzato come edificio residenziale per privati.

## Storia
Il palazzo fu sede, durante la dominazione della Repubblica di Venezia su Brescia, dei camerlenghi, soprintendenti all'economia di stanza in ogni città della Serenissima. L'edificio fu realizzato nel Quattrocento ristrutturando una precedente costruzione del XII secolo dove trovava sede il soprintendente alle munizioni.
Nel palazzo vi trovava regolare residenza il camerlengo di turno di Brescia: qui vi abitò, tra gli altri, Benedetto Marcello tra il 1738 e il 1739 .
Con il passare dei secoli, in particolare dopo la caduta della repubblica nel 1797, il palazzo perde l'originale funzione e viene convertito in abitazione privata, falsandone l'originale architettura. La destinazione residenziale privata dell'edificio permane ancora oggi.

## Architettura
Dell'originale palazzo quattrocentesco rimane solamente una trifora in marmo ad archetti polilobati, tipici del periodo, probabilmente ultima superstite di una più lunga infilata di finestre, a creazione di una loggia.
Molto importante dal punto di vista storico è anche il portico alla base, risalente al XII secolo: formato da cinque archi a tutto sesto su possenti pilastri cilindrici con capitelli squadrati, poggia su un livello più basso rispetto all'attuale piano stradale, segno della sua antichità. Il portico, a sua volta noto come "dei Camerlenghi", rappresenta l'unico frammento giunto fino a noi dell'urbanistica della piazza medievale, escludendo i puri edifici (il duomo vecchio e il Broletto).
Al livello della strada è presente una breve galleria che attraversa il palazzo e conduce a una corte interna posta su due livelli collegati da gradini. Qui si trova un tratto di porticato cinquecentesco con volte a crociera su colonne di ordine tuscanico sotto il quale sono esposti alcuni frammenti di fregio di epoca romana recuperati nella zona, databili al I-II secolo d.C..